# Oahu
Oahu (havajski: Oʻahu) ime je havajskog otoka na kojem se nalazi glavni grad Havaja, Honolulu. Nadimak otoka je  „okupljalište”, a značenje imena nije poznato. Na otoku prema procjeni stanovništva iz 2022. živi oko 995 tisuća ljudi.
Stanovnici ga dijele na nekoliko područja: Sjeverna obala, Zavjetrinska obala, Centralni Oahu, Privjetrinska obala, Južna obala.
Nekada je cijeli otok bio kraljevina imena Oahu kojom je vladala dinastija poglavica. Poslijednjeg kralja Oahua pobijedio je Kamehameha I., prvi kralj Havaja, pri osvajanju Havajskog otočja.
Danas je Oahu privlačan turistima koji u sve većem broju dolaze na plaže i u kupovinu, a posjećuju i Honolulu, gdje se održavaju festivali i druga događanja.
Za turiste je posebno važna plaža Waikiki. Jedan je posjećeniji vulkanski krater nazvan Diamond Head ( „glava od dijamanta”). Na Oahuu se nalaze i Mauna ʻAla, kraljevski mauzolej te Bishop Museum.

## Vanjske poveznice
- Regije i znamenitosti Oahua (Vanjska poveznica)  Arhivirana inačica izvorne stranice od 1. studenoga 2023. (Wayback Machine)